# ماریان (مشهد)
روستای ماریان (مشهد)، روستایی از توابع بخش مرکزی شهرستان مشهد در استان خراسان رضوی ایران است.

## جمعیت
این روستا در دهستان درزآب قرار دارد و بر اساس سرشماری مرکز آمار ایران در سال۱۳۹۸، جمعیت آن۱۸۰۰ نفر۶۰۰خانوار) بوده‌است.